# Allsvenskan 2024
La temporada 2024 fue la 100ª edición de la Allsvenskan, la máxima categoría del fútbol de Suecia desde su creación en 1924. La temporada comenzó el 30 de marzo y finalizó el 10 de noviembre. El campeón fue el Malmö por vigésima cuarta vez.

## Formato
Los 16 equipos participantes jugaron entre sí todos contra todos dos veces totalizando 30 partidos cada uno, al término de la fecha 30, el primer clasificado se coronará campeón de la liga y obtendrá un cupo para la primera ronda de la Liga de Campeones 2025-26, mientras que el subcampeón y el tercero conseguirán un cupo para la primera ronda de la Liga Europa Conferencia 2025-26, por otro lado, el décimo cuarto clasificado jugará unos playoffs por la permanencia contra el tercero de la Superettan 2024 mientras que los dos últimos descenderán a la segunda división sueca.
Un tercer cupo para la primera ronda de la Liga Conferencia 2025-26 será asignado al campeón de la Copa de Suecia.

## Ascensos y descensos
| Pos. | Descendidos a la Superettan 2024 |
| ---- | -------------------------------- |
| 15.º | Degerfors IF                     |
| 16.º | Varbergs BoIS                    |

| Pos. | Ascendidos desde la Superettan |
| ---- | ------------------------------ |
| 1.º  | Västerås IK                    |
| 2.º  | GAIS Gotemburgo                |

## Información de los equipos
Participan 16 clubes, 14 de la temporada anterior y 2 ascendidos de la Superettan 2023.
| Club              | Ciudad     | Estadio              | Capacidad |
| ----------------- | ---------- | -------------------- | --------- |
| AIK Estocolmo     | Estocolmo  | Friends Arena        | 54.400    |
| BK Häcken         | Gotemburgo | Bravida Arena        | 6.500     |
| Djurgårdens IF    | Estocolmo  | Tele2 Arena          | 33.600    |
| GAIS Gotemburgo   | Gotemburgo | Gamla Ullevi         | 18.600    |
| Halmstads BK      | Halmstad   | Örjans Vall          | 15.500    |
| Mjällby AIF       | Hällevik   | Strandvallen         | 7.500     |
| Hammarby IF       | Estocolmo  | Tele2 Arena          | 33.600    |
| IF Elfsborg       | Borås      | Borås Arena          | 16.899    |
| IFK Göteborg      | Gotemburgo | Gamla Ullevi         | 18.600    |
| IFK Norrköping    | Norrköping | Nya Parken           | 15.734    |
| IK Sirius         | Uppsala    | Studenternas IP      | 6.300     |
| Kalmar FF         | Kalmar     | Guldfågeln Arena     | 12.000    |
| Malmö FF          | Malmö      | Swedbank Stadion     | 24.000    |
| IFK Värnamo       | Värnamo    | Finnvedsvallen       | 5.000     |
| IF Brommapojkarna | Vällingby  | Grimsta IP           | 5.000     |
| Västerås IK       | Västerås   | Hitachi Energy Arena | 7.044     |

## Desarrollo

### Tabla de posiciones
| Pos. | Equipo            | Pts. | PJ | G  | E  | P  | GF | GC | Dif. | Clasificación 2025-26                 |
| ---- | ----------------- | ---- | -- | -- | -- | -- | -- | -- | ---- | ------------------------------------- |
| 1    | Malmö FF (C)      | 65   | 30 | 19 | 8  | 3  | 67 | 25 | +42  | Primera ronda de la Liga de Campeones |
| 2    | Hammarby IF       | 54   | 30 | 16 | 6  | 8  | 48 | 25 | +23  | Segunda ronda de Liga Conferencia     |
| 3    | AIK Estocolmo     | 54   | 30 | 17 | 3  | 10 | 46 | 41 | +5   | Segunda ronda de Liga Conferencia     |
| 4    | Djurgårdens IF    | 53   | 30 | 16 | 5  | 9  | 45 | 35 | +10  |                                       |
| 5    | Mjällby AIF       | 50   | 30 | 14 | 8  | 8  | 44 | 35 | +9   |                                       |
| 6    | GAIS Gotemburgo   | 48   | 30 | 14 | 6  | 10 | 36 | 34 | +2   |                                       |
| 7    | IF Elfsborg       | 45   | 30 | 13 | 6  | 11 | 52 | 44 | +8   |                                       |
| 8    | BK Häcken         | 42   | 30 | 12 | 6  | 12 | 54 | 51 | +3   | Primera ronda de Liga Europa          |
| 9    | IK Sirius         | 41   | 30 | 12 | 5  | 13 | 47 | 46 | +1   |                                       |
| 10   | IF Brommapojkarna | 34   | 30 | 8  | 10 | 12 | 46 | 53 | −7   |                                       |
| 11   | IFK Norrköping    | 34   | 30 | 9  | 7  | 14 | 36 | 57 | −21  |                                       |
| 12   | Halmstads BK      | 33   | 30 | 10 | 3  | 17 | 32 | 50 | −18  |                                       |
| 13   | IFK Göteborg      | 31   | 30 | 7  | 10 | 13 | 33 | 43 | −10  |                                       |
| 14   | IFK Värnamo (O)   | 31   | 30 | 7  | 10 | 13 | 30 | 40 | −10  | Play-off de descenso                  |
| 15   | Kalmar FF (D)     | 30   | 30 | 8  | 6  | 16 | 38 | 58 | −20  | Descenso a Superettan                 |
| 16   | Västerås IK (D)   | 23   | 30 | 6  | 5  | 19 | 26 | 43 | −17  | Descenso a Superettan                 |

Actualizado a los partidos jugados el 10 de noviembre de 2024.
 Fuente: Allsvenkan, SoccerWay

### Resultados
| Local \ Visitante | AIK | BRO | DJU | ELF | GAI | GÖT | HÄC | HAL | HAM | KAL | MAL | MJÄ | NOR | SIR | VÄR | VÄS |
| ----------------- | --- | --- | --- | --- | --- | --- | --- | --- | --- | --- | --- | --- | --- | --- | --- | --- |
| AIK Estocolmo     | —   | 2–1 | 2–0 | 2–1 | 0–1 | 5–2 | 0–2 | 5–1 | 1–0 | 1–2 | 0–0 | 1–0 | 6–2 | 1–3 | 2–0 | 1–0 |
| IF Brommapojkarna | 2–2 | —   | 0–5 | 3–3 | 2–0 | 0–3 | 1–3 | 4–1 | 0–2 | 1–2 | 2–2 | 0–0 | 2–1 | 1–1 | 0–1 | 2–1 |
| Djurgårdens IF    | 0–2 | 2–1 | —   | 2–0 | 1–0 | 1–1 | 3–3 | 2–0 | 0–3 | 1–1 | 0–1 | 1–1 | 3–1 | 2–0 | 1–0 | 2–1 |
| IF Elfsborg       | 6–1 | 3–0 | 1–2 | —   | 2–1 | 3–1 | 1–3 | 2–0 | 0–0 | 1–2 | 3–1 | 3–1 | 2–2 | 2–0 | 2–2 | 1–0 |
| GAIS Gotemburgo   | 2–0 | 0–4 | 3–0 | 2–1 | —   | 2–1 | 3–0 | 3–1 | 0–0 | 1–1 | 0–0 | 2–1 | 0–1 | 2–1 | 0–0 | 2–0 |
| IFK Göteborg      | 1–2 | 3–4 | 1–4 | 1–0 | 2–0 | —   | 0–1 | 1–1 | 0–1 | 1–1 | 0–3 | 1–0 | 1–1 | 1–1 | 0–0 | 1–1 |
| BK Häcken         | 4–1 | 4–3 | 1–2 | 3–5 | 1–2 | 3–3 | —   | 0–1 | 2–1 | 2–3 | 2–2 | 0–1 | 1–2 | 2–0 | 1–1 | 4–0 |
| Halmstads BK      | 1–2 | 0–2 | 1–0 | 0–1 | 4–0 | 1–0 | 3–0 | —   | 2–1 | 2–2 | 0–1 | 1–3 | 0–0 | 3–1 | 1–0 | 0–1 |
| Hammarby IF       | 2–1 | 3–3 | 2–0 | 3–0 | 0–0 | 0–1 | 2–0 | 1–0 | —   | 3–1 | 2–2 | 3–0 | 1–1 | 3–0 | 1–2 | 2–1 |
| Kalmar FF         | 0–1 | 0–1 | 2–1 | 1–3 | 2–3 | 0–1 | 1–0 | 5–2 | 1–4 | —   | 2–2 | 0–3 | 1–1 | 1–2 | 3–1 | 0–4 |
| Malmö FF          | 5–0 | 2–1 | 4–0 | 2–1 | 1–0 | 2–1 | 4–0 | 5–1 | 2–0 | 5–0 | —   | 2–0 | 2–1 | 0–1 | 1–1 | 1–0 |
| Mjällby AIF       | 1–1 | 1–1 | 1–3 | 1–1 | 1–1 | 1–0 | 2–1 | 3–1 | 3–0 | 3–2 | 2–1 | —   | 3–0 | 3–2 | 1–1 | 2–1 |
| IFK Norrköping    | 1–0 | 1–1 | 1–3 | 4–2 | 1–0 | 0–2 | 3–3 | 1–0 | 1–2 | 2–0 | 1–5 | 1–2 | —   | 0–2 | 0–4 | 2–1 |
| IK Sirius         | 0–1 | 3–2 | 0–1 | 4–1 | 3–1 | 2–2 | 0–3 | 3–0 | 0–3 | 3–1 | 3–4 | 1–1 | 5–1 | —   | 0–1 | 0–0 |
| IFK Värnamo       | 0–1 | 1–1 | 1–1 | 0–0 | 1–2 | 2–0 | 2–2 | 1–3 | 0–3 | 0–2 | 0–4 | 1–2 | 1–2 | 2–4 | —   | 2–0 |
| Västerås IK       | 1–2 | 1–1 | 0–2 | 0–1 | 2–3 | 1–1 | 1–2 | 0–1 | 1–0 | 2–1 | 1–1 | 2–1 | 2–1 | 1–2 | 0–2 | —   |

## Play-off por la permanencia
El equipo ubicado en el 14.º puesto de la Allsvenskan, Värnamo, se enfrentará al equipo que terminó en tercer lugar de la Superettan 2024, Landskrona, en un play-off ida y vuelta, con el equipo de la Allsvenskan finalizando la llave de local.
| 21 de noviembre de 2024 | Landskrona BoIS        | 2:2 (0:1) | IFK Värnamo                             | Landskrona IP, Landskrona       |                                 |
| 19:55 (UTC +1)          | Dzabic 50' · Asare 69' | Reporte   | Grozdanic 13' · Voelkerling Persson 86' | Árbitro(s): Kristoffer Karlsson | Árbitro(s): Kristoffer Karlsson |

| 24 de noviembre de 2024 | IFK Värnamo          | 1:0 (1:0) (Global 3:2) | Landskrona BoIS | Finnvedsvallen, Värnamo  |                          |
| 15:00 (UTC +1)          | Albin Lohikangas 37' | Reporte                |                 | Árbitro(s): Glenn Nyberg | Árbitro(s): Glenn Nyberg |

Värnamo Mantiene la permanencia en Allsvenskan tras ganar con un global de 3:2

## Goleadores
Actualizado el 9 de noviembre de 2024.
| Pos. | Jugador            | Club              | Goles |
| ---- | ------------------ | ----------------- | ----- |
| 1    | Nikola Vasić       | IF Brommapojkarna | 17    |
| 2    | Isaac Kiese Thelin | Malmö FF          | 15    |
| 3    | Erik Botheim       | Malmö FF          | 12    |
| 3    | Ioannis Pittas     | AIK Estocolmo     | 12    |
| 3    | Deniz Hümmet       | Djurgårdens IF    | 12    |